# Rafael Advanced Defense Systems

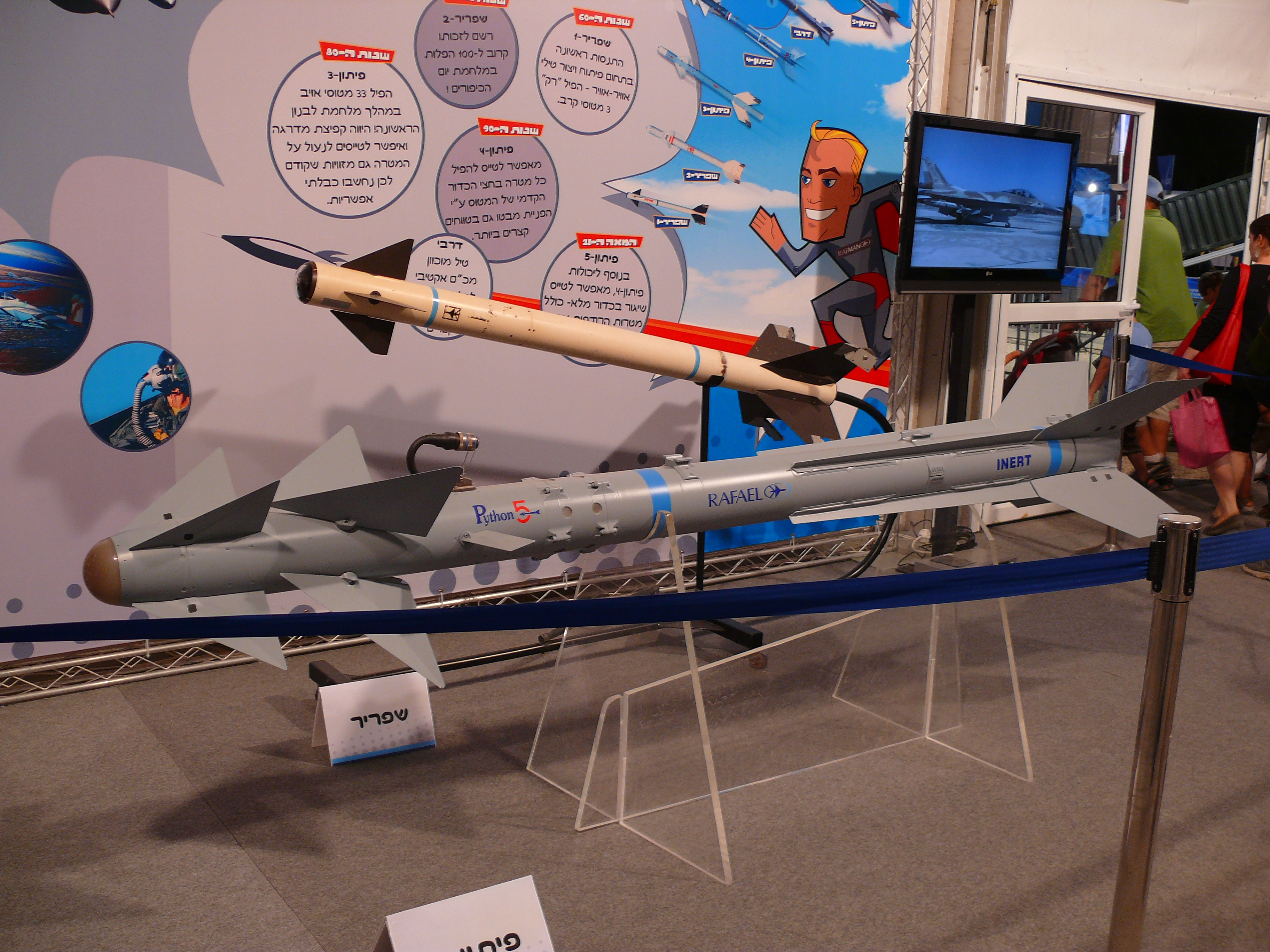
Střela Python

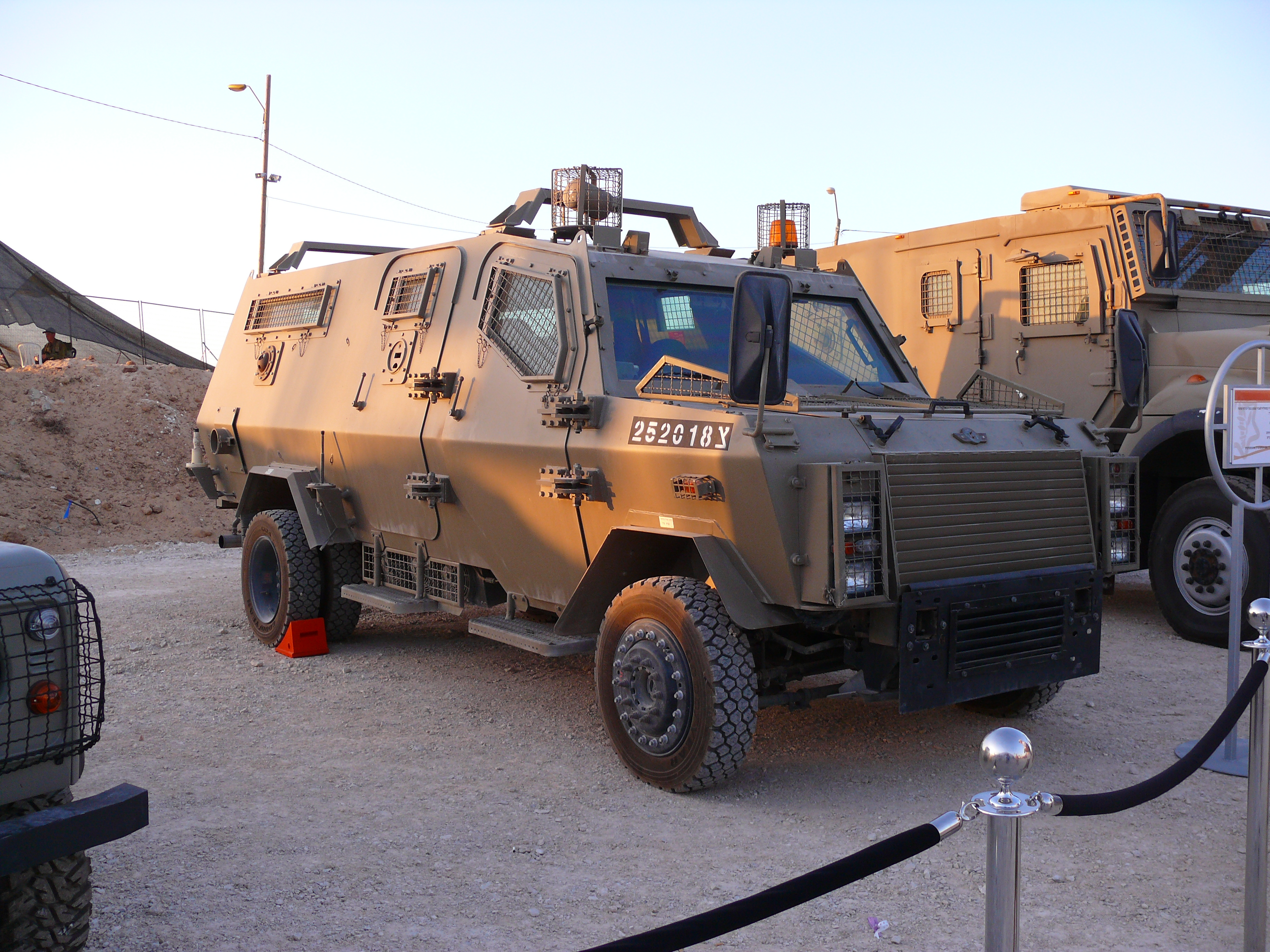
Bojové vozidlo Ze'ev

Rafael Advanced Defense Systems (hebrejsky: רפאל - מערכות לחימה מתקדמות בע"מ) je izraelská státní zbrojařská firma, která sídlí v Haifě. Patří mezi tři největší zbrojovky v zemi.
Společnost byla vytvořena krátce po vzniku státu Izrael jako součást ministerstva obrany. Později se nazývala RAFAEL Armament Development Authority (hebrejsky: רשות פיתוח אמצעי לחימה). Od roku 2002 je samostatnou právnickou osobou, ale stále si udržuje blízké napojení na izraelskou armádu.
Společnost vyvíjí spolupráci s 20 státy světa. Například v kooperaci s americkými zbrojařskými firmami došlo k vývoji střel Popeye známé jako AGM-142 Have Nap a Python. Mezi produkty firmy dále patří například protiraketové systémy Iron Dome a David's Sling, systém aktivní obrany Trophy, střela Blue Sparrow nebo bojové vozidlo Ze'ev.
Rozvíjí i civilní projekty v rámci joint venture se soukromým podnikem Discount Investment Corporation Jde o technologie pro zdravotnictví (například miniaturní kamera pro diagnostiku trávicího ústrojí).
Koncem 70. let 20. století firma zřídila pro své zaměstnance v Galileji dvě vesnice, Acmon a Juvalim.